# Змінна бітова швидкість
Змінна бітова швидкість (англ. Variable bitrate VBR) — термін, що використовується в телекомунікаціях і програмуванні й має відношення до характеристик бітової швидкості при кодуванні відео чи аудіо. Протилежністю змінній бітовій швидкості є постійна бітова швидкість (CBR), VBR файли змінюють кількість вихідних даних за часовий сегмент. Застосування VBR дозволяє мати більший бітрейт (а тому потребує більше місця для збереження), що буде виділено для більш складних сегментів медіа файлів, у той час менше місця буде виділятися під простіші сегменти. Середнє значення цих коливань може розраховуватись для встановлення середньої бітової швидкості для файлу.
Аудіо файли форматів Opus, Vorbis, MP3, WMA і AAC можуть кодуватися із змінним бітрейтом. Змінний бітрейт також часто застосовується до відео в форматах MPEG-2, MPEG-4 Part 2 (Xvid, DivX, etc.), MPEG-4 Part 10/H.264 video, Theora, Dirac і інших форматів стиснення. Крім того, кодування із змінним бітрейтом застосовується при схемах кодування без втрат таких як FLAC і Apple Lossless.

## Переваги і недоліки застосування VBR
Перевагою застосування змінного бітрейту буде краще співвідношення між якістю і об'ємом даних для збереження в порівнянні при CBR файлах з тими самими даними. Доступні біти використовуються більш гнучко для кодування відео й аудіо більш точно, потребуючи менше даних при простих кадрах і більше при складних для кодування даних.
Недоліком є те, що для такого кодування може знадобитися більше часу, оскільки процес більш складний, і деяке обладнання може бути не сумісним із VBR файлами. VBR може викликати проблеми при онлайн трансляції, коли постійні піки бітрейту перевищують пропускну здатність каналу комунікації. Цих нюансів можна уникнути обмеживши небажані значення швидкості біт під час кодування (ціною збільшення затримки) збільшенням буферу програвання.